# Anoplodesmus layardi
Anoplodesmus layardi är en mångfotingart som beskrevs av Jean-Henri Humbert. Anoplodesmus layardi ingår i släktet Anoplodesmus och familjen orangeridubbelfotingar. Inga underarter finns listade i Catalogue of Life.